# Robert Reszke
Robert Reszke (ur. 29 kwietnia 1964 w Radzyniu Podlaskim, zm. 5 lutego 2012 w Warszawie) – polski tłumacz z języków niemieckiego i angielskiego. Wydawca i tłumacz dzieł Sigmunda Freuda i Carla Gustava Junga.

## Życiorys
Uczęszczał do Szkoły Podstawowej nr 1 (1971–1979) oraz I Liceum Ogólnokształcącego w Radzyniu Podlaskim (1979–1983). W okresie szkolnym działał w ruchu oazowym oraz pasjonował się twórczością Józefa Ignacego Kraszewskiego. W klasie maturalnej został laureatem Olimpiady Literatury i Języka Polskiego. Rozpoczął studia polonistyczne na Uniwersytecie Jagiellońskim. Po roku przeniósł się na Wydział Polonistyki Uniwersytetu Warszawskiego. W 1990 obronił pracę magisterską Szamanizm w »Dziadach« Adama Mickiewicza. Otrzymała ona I nagrodę w ogólnopolskim konkursie prac magisterskich im. Marii Grabowskiej.
Pracę jako tłumacz z języka angielskiego, początkowo fantastyki naukowej, rozpoczął jeszcze w trakcie studiów. Z czasem zaczął specjalizować się w literaturze niemieckojęzycznej z zakresu psychiatrii, psychologii, psychoanalizy, filozofii, historii religii i kultury i antropologii. Założyciel Wydawnictwa KR, którego był początkowo współwłaścicielem, a następnie jedynym właścicielem. W latach 1992–2011 ukazało się w nim łącznie 81 nowych pozycji wydawniczych (nie licząc wznowień).
Laureat nagród Związku Tłumaczy Polskich (1993, za przekład pracy Sigmunda Freuda Dowcip i jego stosunek do nieświadomości), Literatury na Świecie (2000, za inicjatywę wydawniczą), Polskiego PEN Clubu (2006, za całokształt twórczości).
Syn Marka (zm. 1972) i Marii (albo Jolanty). Mieszkał w Radości w Warszawie.
Zmarł w wyniku choroby. Pochowany na cmentarzu parafialnym w Radzyniu Podlaskim.

## Przekłady (m.in.)

### Sigmund FreudDzieła
- T. 1: Objaśnianie marzeń sennych,
- T. 2: Charakter a erotyka,
- T. 3: Pisma psychologiczne,
- T. 4: Pisma społeczne,
- T. 5: Życie seksualne,
- T. 6: Dwie nerwice dziecięce,
- T. 7: Histeria i lęk,
- T: 8: Psychologia nieświadomości,
- T. 9: Technika terapii,
- T. 10: Sztuki plastyczne i literatura,
- T. 11: Wykłady ze wstępu do psychoanalizy. Nowy cykl.
- T. 12: Wykłady
- Sigmund Freud, Wilhelm Jensen,Gradiva
- Sigmund Freud, Carl Gustav Jung Korespondencja 1905–1912
- Sigmund Freud, Josef Breuer, Studia nad histerią

### Carl Gustav JungDzieła
- T. 1: Aion,
- T. 2: Typy psychologiczne,
- T. 3: Symbole przemiany. Analiza preludium do schizofrenii,
- T. 4: Psychologia a alchemia,
- T. 5: Mysterium coniunctionis,
- T. 6: Psychologia a religia Zachodu i Wschodu,
- T. 7: Praktyka psychoterapii,
- T. 8: Życie symboliczne,
- T. 9: O rozwoju osobowości
- T. 10: Przełom cywilizacji.
- T. 11: Archetypy i nieświadomość zbiorowa
- T. 12: O zjawisku ducha w sztuce i nauce

### Carl Gustav JungSeminaria
- T. 1: Analiza marzeń sennych,
- T. 2: Psychologia kundalini-jogi,
- T. 3: Marzenia senne dzieci.
- T. 4: Wizje, t. 1
- T. 5: Wizje, t. 2
- T. 6: Zaratustra Nietzschego, t. 1
- T. 7: Zaratustra Nietzschego, t. 2

A także:
- Sigmund Freud, Carl Gustav Jung Korespondencja 1905–1912.
- Carl Gustav Jung:O istocie psychiczności (listy); Rozmowy, wywiady, spotkania; Wspomnienia, sny, myśli (współprzekład).

### Inne
- Johann Jakob Bachofen, Matriarchat. Studium na temat ginajkokracji świata starożytnego podług natury religijnej i prawnej.
- Deirdre Bair, Jung. Biografia
- Walter Benjamin, Twórca jako wytwórca
- Martin Buber, Problem człowieka
- Mircea Eliade, Sacrum i profanum
- Laszlo F. Földenyi, Melancholia
- Hermann Hesse, Moja wiara
- Karl Jaspers, Strindberg i Van Gogh
- Wilhelm Jensen, Gradiva
- Emma Jung, Marie-Louise von Franz, Legenda graalowa w perspektywie psychologicznej
- Karl Kerényi, Mitologia Greków
- Joachim Köhler, Richard Wagner. Ostatni Tytan
- Bernd Mattheus, Cioran. Portret radykalnego sceptyka
- Erich Neumann, Wielka Matka
- Dora Panofsky, Erwin Panofsky, Puszka Pandory
- Otto Rank, Trauma narodzin i jej znaczenie dla psychoanalizy
- Elisabeth Roudinesco, Jacques Lacan. Jego życie i myśl
- Florin Turcanu, Mircea Eliade. Więzień historii
- Siegfried Unseld, Hermann Hesse
- Gerhard Wehr, Martin Buber
- Ludwig Wittgenstein, Uwagi o kolorach
- Ludwig Wittgenstein, Dziennik 1914–1916